# Soldatenmoeders van Rusland
De Unie van comités van Soldatenmoeders van Rusland (Russisch: Союз комитетов солдатских матерей России, Sojoez Komitetov Soldatskich Materei Rossii) is een Russische niet-gouvernementele organisatie, die zich bezighoudt met mensenrechtenschendingen in het Russische leger. De organisatie werd in 1989 opgericht door Maria Kirbasova en komt op voor de rechten van soldaten en hun familieleden. De organisatie is gevestigd in Moskou en fungeert als koepel voor zo'n 200 lokale afdelingen; elke Russische garnizoensplaats heeft er een. De organisatie ontving meerdere internationale onderscheidingen, waaronder de Right Livelihood Award in 1996.

## Organisatie en activiteiten
De organisatie houdt zich bezig met de bescherming van de rechten van dienstplichtigen, militairen en hun ouders, en helpt families bij het achterhalen van het lot van militairen die tijdens gevechtshandelingen gesneuveld of verdwenen zijn. De organisatie springt hierbij in het gat dat het Russische leger laat vallen, omdat deze in veel gevallen niet transparant is over het lot van manschappen die na de strijd niet terugkeren. De organisatie geeft ook gratis juridisch advies aan soldaten en hun families over hun rechten en dienstplichtwetten, en zet zich in voor soldaten die te maken hebben met mishandeling en ontgroeningen door hun superieuren en andere oudere soldaten (dedovsjtsjina). De comités proberen goede banden te onderhouden met de strijdkrachten. Ze worden erkend door het ministerie van Defensie.
De organisatie werkt samen met andere mensenrechtenorganisaties in Rusland en daarbuiten. Zij worden ondersteund door de organisatie Memorial en de partij Jabloko. Er zijn contacten met verschillende organisaties buiten Rusland, zoals de Duits-Zwitserse organisatie Frauen für den Frieden, de Heinrich-Böll-Stiftung en de Finse Helsinki Citizens Assembly.

## Geschiedenis

### Oprichting
De organisatie werd door Maria Kirbasova opgericht in 1989, als het Comité van Soldatenmoeders van Rusland. Het kwam voort uit verschillende initiatieven die waren gericht op de situatie en problemen van soldaten in het Sovjetleger. In 1991 werd de organisatie officieel geregistreerd bij het Russische Ministerie van Justitie.

### Eerste Tsjetsjeense oorlog
Tijdens de eerste Tsjetsjeense Oorlog, die duurde van 1994 tot 1996, speelden de Soldatenmoeders een grote rol als pressiegroep. Er werden dagelijks 200 klachtenbrieven verwerkt en gedurende de eerste zes maanden van de oorlog belden 10.000 mensen. De organisatie wist de vrijlating van Russische krijgsgevangenen te regelen die werden vastgehouden door Tsjetsjeense separatisten. De medelijdende mars van de moeders van Moskou naar de Tsjetsjeense hoofdstad Grozny werd gestopt door het Russische leger. In 1998 reorganiseerde de vereniging zichzelf en kreeg het een nieuwe naam, de Unie van comités van Soldatenmoeders van Rusland.

### Tweede Tsjetsjeense Oorlog
Kort na het aantreden van Vladimir Poetin in 1999 stortte het land zich opnieuw in een oorlog met Tsjetsjenië. Aanvankelijk waren de Soldatenmoeders aanmerkelijk positiever over de oorlog dan de vorige keer. Wel stoorden zij zich aan de klopjacht op ontduikers van de dienstplicht. Daarnaast trad de organisatie op namens (de ouders van) soldaten die in het Sovjetleger te maken kregen met ontgroeningen door hun superieuren, zoals de dedovsjtsjina, een extreem gewelddadig ontgroeningsritueel waarin jaarlijks honderden dienstplichtigen tot prostitutie gedwongen werden, verminkt raakten of zelfs overleden, In november 2004 richtten de Soldatenmoeders een eigen politieke partij op, de Verenigde Volkspartij van Soldatenmoeders. Hiermee wilden ze hun protest tegen de oorlog in Tsjetsjenië en schendingen van de mensenrechten in Rusland kracht bijzetten. Eerder dat jaar riep een Doemalid op tot een onderzoek tegen de Soldatenmoeders, omdat ze met hun geklaag over de dedovsjtsjina het prestige van het Russische leger ondermijnden. De Russische minister van Defensie Sergej Ivanov gaf de Soldatenmoeders de schuld van de massale desertie uit het Russische leger, omdat de lokale afdelingen hulp verleenden aan de deserteurs. Met hulp van de europarlementariërs Bart Staes uit België en de Britse liberale Sarah Ludford werden er in 2005 gesprekken opgestart tussen de Soldatenmoeders en afgevaardigden van Tsjetsjenië.

### Buitenlandse agenten
In 2006 werd er al een wet getekend die NGO's onder staatstoezicht stelde. In 2012 werd een wet van kracht die Russische NGO's aanmerkt als buitenlandse agent, wanneer ze financiering van buiten Rusland ontvangen. Het Russische ministerie van Justitie hield de lijst met buitenlandse agenten bij. Organisaties op de lijst konden weliswaar hun activiteiten voortzetten, maar werden extra in de gaten gehouden, moesten aan extra eisen vodoen, en konden worden verboden bij overtredingen. Binnen twee jaar stonden er 64 organisaties op de lijst, en in augustus 2014 werd ook de afdeling van Soldatenmoeders uit Sint-Petersburg door de Russische overheid aan de lijst toegevoegd. Volgens de autoriteiten was dit vanwege subsidie die de Sint-Petersburgse tak ontving vanuit het buitenland. De afdeling zelf beweerde daarentegen dat zij in het verleden weliswaar buitenlandse subsidies had gekregen van de Verenigde Naties, de Raad van Europa en internationale mensenrechtenorganisaties, maar inmiddels was dit niet meer het geval. De actie zou een poging van de overheid zijn geweest om de afdeling in diskrediet te brengen; het toevoegen aan de lijst vond plaats binnen een week nadat de afdeling informatie naar buiten had gebracht over Russische soldaten die in de Russisch-Oekraïense oorlog zouden zijn gesneuveld of waren verdwenen. In tegenstelling tot de officiële berichtgeving had Ella Polyakova, voorzitster van de afdeling in Sint-Petersburg, op de televisiezender Dozjd aangegeven dat Russische soldaten wel degelijk actief waren over de grens met Oekraïne, en dat er meer dan 100 soldaten van een Tsjetsjeens infanterieregiment waren gedood in Oekraïne. Valentina Melnikova verklaarde dat er tot 15.000 Russische soldaten waren ingezet in de Russisch-Oekraïense oorlog. Ook Lyudmila Bogatenkova, het 73-jarige hoofd van de afdeling in Boedjonnovsk, deed onderzoek naar de in Oekraïne verdwenen soldaten. Zij werd op 18 oktober 2014 aangehouden, op beschuldiging van verduistering. Een rapport van de oppositieleider uit 2015 Boris Nemtsov zou de bevindingen van de Soldatenmoeders over de Russische militaire aanwezigheid in Oekraïne in 2015 bevestigen.
In 2021 scherpte de Russische geheime dienst de regels aan voor het verzamelen van militaire informatie, en kwam er een verbod op het verspreiden van informatie over de morele staat van het leger. Dit bemoeilijkte het werk van de organisatie. Ten tijde van de Russische invasie van Oekraïne in 2022 bestond de hulp daarom met name uit praktische tips en contact met Oekraïense bronnen.

## Onderscheidingen
- 1995: International Peace Bureau Sean MacBride Award[bron?]
- 1995: Professor Thorolf Rafto Memorial Award[bron?]
- 1996: Right Livelihood Award[bron?]
- 2000: Mensenrechtenprijs van de Friedrich-Ebert-Foundation[bron?]
- 2004: Vredesprijs Aken[bron?]
- 2005: Georg-Elser-prijs van het Georg-Elser-initiatief Bremen.[bron?]
- 2007: Het glas van de rede[bron?]